# Artūras Karnišovas
Artūras Karnišovas, född 27 april 1971 i Klaipėda, dåvarande Sovjetunionen, är en litauisk basketspelare som tog OS-brons 1992 i Barcelona. Detta var Litauens första medalj i herrarnas turnering i basket vid olympiska sommarspelen. I Atlanta vann han också brons i herrbasket.